# Oxalis umbraticola
Oxalis umbraticola é uma espécie de planta do gênero Oxalis e da família Oxalidaceae. 

## Taxonomia
O seguinte sinônimo já foi catalogado:  
- Oxalis cumulata  Pohl ex Prog.

## Forma de vida
É uma espécie terrícola e subarbustiva. 

## Descrição
| Raiz               | Raiz                   |
| ------------------ | ---------------------- |
| tipo               | fibrosa                |
| Caule              |                        |
| tipo               | haste                  |
| Folha              |                        |
| disposição         | agrupada               |
| folíolo            | persistente            |
| estípula           | ausente                |
| ápice              | retuso/inteiro agudo   |
| pecíolo            | piloso                 |
| raque foliar       | presente               |
| superfície adaxial | glabra                 |
| superfície abaxial | glabra                 |
| folíolo mediano    | elíptico/ovado/rômbico |
| Inflorescência     |                        |
| tipo               | dicásio                |
| pedúnculo          | piloso                 |
| Flor               |                        |
| pedicelo           | piloso                 |
| sépala             | pilosa                 |
| calosidade         | ausente                |
| corola             | amarela                |
| estigma            | capitado               |
| óvulo              | 1                      |
| Fruto              |                        |
| lóculo             | glabro                 |

## Conservação
A espécie faz parte da Lista Vermelha das espécies ameaçadas do estado do Espírito Santo, no sudeste do Brasil. A lista foi publicada em 13 de junho de 2005 por intermédio do decreto estadual nº 1.499-R. 

## Distribuição
A espécie é encontrada nos estados brasileiros de Alagoas, Bahia, Distrito Federal, Espírito Santo, Goiás, Minas Gerais, Pernambuco, Rio de Janeiro, São Paulo e Tocantins. 
A espécie é encontrada nos  domínios fitogeográficos de Caatinga, Cerrado e Mata Atlântica, em regiões com vegetação de cerrado, mata ciliar e floresta ombrófila pluvial.